# Nsesa rajskii
Nsesa rajskii är en insektsart som beskrevs av Irena Dworakowska 1974. Nsesa rajskii ingår i släktet Nsesa och familjen dvärgstritar. Inga underarter finns listade i Catalogue of Life.